# .ru
.ru је највиши Интернет домен државних кодова (ccTLD) за Русију.